# Парламентарни избори у Краљевини Србији 1895.
Избори за народне посланике Краљевине Србије 1895. су одржани 7. априла 1895.
Према одредбама Устава из 1869, требало је бирати 180 народних посланика, коме броју треба додати још једну трећину, дакле 60 посланика који су именовани Краљевим указом, тако да је Скупштина која је требало да се састане 10. априла 1895. y свој први редован сазив требало да има 240 народних посланика.
У свим изборним радњама испуњавани су прописи оних закона који су донесени на основу Устава из 1869. Избори су били јавни, непосредни y варошима a посредни y селима. Кандидатске листе нису постављане; органи управне власти могли су да интервенишу кад год су налазили за потребно. После дужег колебања Народна радикална странка одлучила је да уопште не излази на изборе. Такву одлуку, нешто пре тога, донела је и Либерална странка, издавши о томе проглас на своје бираче. Према томе на изборима се као организована политичка странка појавила једино Напредна странка, којој су на тај начин припали скоро сви посланички мандати.
Од 240 народних посланика, 208 припадали су Напредној странци; било је које изабрано које наименовано 30 либерала и 2 радикала. Либерали и радикали о којима је реч кандидовали су на изборима противно одлукама воћства, или су делимично били именовани за посланике указом, али су сви без разлике били искључени из својих странака, сем једног либералног посланика који је следовао позиву странкиног главног одбора и поднео оставку на посланички мандат.